# Karlsruhe (Dakota del Norte)
Karlsruhe es una ciudad ubicada en el condado de McHenry en el estado estadounidense de Dakota del Norte. En el censo de 2010 tenía una población de 82 habitantes y una densidad poblacional de 42,16 personas por km².

## Geografía
Karlsruhe se encuentra ubicada en las coordenadas 48°5′28″N 100°36′58″O / 48.09111, -100.61611. Según la Oficina del Censo de los Estados Unidos, Karlsruhe tiene una superficie total de 1.95 km², de la cual 1.95 km² corresponden a tierra firme y (0%) 0 km² es agua.

## Demografía
Según el censo de 2010, había 82 personas residiendo en Karlsruhe. La densidad de población era de 42,16 hab./km². De los 82 habitantes, todos ellos eran blancos. No había presencia de hispanos.